# Hyposcada cynara
Hyposcada cynara är en fjärilsart som beskrevs av Ferreira d'almeida 1945. Hyposcada cynara ingår i släktet Hyposcada och familjen praktfjärilar. Inga underarter finns listade i Catalogue of Life.